# Sunja
Sunja je općina u Hrvatskoj, u Sisačko-moslavačkoj županiji.

## Općinska naselja
Bestrma, 
Bistrač, 
Blinjska Greda, 
Bobovac, 
Brđani Cesta, 
Brđani Kosa, 
Crkveni Bok, 
Čapljani, 
Četvrtkovac, 
Donja Letina, 
Donji Hrastovac, 
Drljača, 
Gornja Letina, 
Gradusa Posavska, 
Greda Sunjska, 
Ivanjski Bok, 
Jasenovčani, 
Kinjačka, 
Kladari, 
Kostreši Šaški, 
Krivaj Sunjski, 
Mala Gradusa, 
Mala Paukova, 
Novoselci, 
Papići, 
Petrinjci, 
Pobrđani, 
Radonja Luka, 
Selišće Sunjsko, 
Sjeverovac, 
Slovinci, 
Staza, 
Strmen, 
Sunja, 
Šaš, 
Timarci, 
Vedro Polje, 
Velika Gradusa, 
Vukoševac i Žreme

## Zemljopis
Općina Sunja smještena je na dodiru Sisačke Posavine i Banovine (Banije), uz tok rijeke Save na sjeveru i Zrinsko predgorje na jugu.
Općinsko središte Sunja nastalo je na strateški važnom križanju prometnih smjerova iz Siska prema rijeci Uni te iz Posavine (gdje je u planu izgradnja pokretnog mosta koji će zamijeniti dosadašnju skelu) prema unutrašnjosti Banovine.

## Stanovništvo
Hrvati čine apsolutnu većinu s oko 80% stanovništva.
Glavnina stanovništva smještena je na ocjeditoj terasi rijeke Save u samom naselju Sunja.
| broj stanovnika | 10706 | 12467 | 12919 | 15142 | 16681 | 18275 | 18022 | 18858 | 15499 | 16115 | 16227 | 14828 | 13479 | 12309 | 7376  | 5748  | 4124  |
|                 | 1857. | 1869. | 1880. | 1890. | 1900. | 1910. | 1921. | 1931. | 1948. | 1953. | 1961. | 1971. | 1981. | 1991. | 2001. | 2011. | 2021. |

| broj stanovnika | 848   | 923   | 932   | 1118  | 1146  | 1275  | 1208  | 1296  | 1402  | 1510  | 1901  | 2111  | 2133  | 2113  | 1397  | 1412  | 1170  |
|                 | 1857. | 1869. | 1880. | 1890. | 1900. | 1910. | 1921. | 1931. | 1948. | 1953. | 1961. | 1971. | 1981. | 1991. | 2001. | 2011. | 2021. |

## Gospodarstvo
Uz poljodjelstvo i ribolovni turizam razvija se prerađivačka industrija.

## Poznate osobe
- Lothar von Berks, * 11.07.1850, Sunja, Hrvatska - † 21.12.1920, Ostrožac, Bosna i Hercegovina. Sin Martina Lothara pl. Berksa i Elisabeth Marije Ane pl. Lotter. Od 1896. do 1905. okružni načelnik u Bihaću. Osnivač prvog planinarskog društva Bosne i Hercegovine u Sarajevu. Sa svojom suprugom Isabellom pl. Berks, rođ. Adamović-Čepinskom, obnovitelji i graditelji dvorca Ostrožac na Uni, nedaleko od Bihaća.[4][5]
- Mladen Jagušt, dirigent Simfonijskog orkestar RTV Beograd

## Spomenici i znamenitosti
Spomenik glumcu Svenu Lasti ispred zgrade općine.

## Obrazovanje
U Sunji su prije rata postojale dvije osnovne škole, od kojih je jedna u ratu uništena. Ime škole pokraj same rijeke Sunje bilo je "25. maj", ali je poslije rata promijenjeno u "OŠ Sunja".

## Šport
Nogometni klubovi: 
- NK Sunjski Sunja
- NK Sloga Greda Sunjska
- NK Mladost Bobovac

Ostali klubovi: 
- Streličarski klub
- Ribolovna udruga
- Odbojkaški klub SUNJA

## Vanjske poveznice
- Službene stranice Općine Sunja
- Sedmogodišnja škola Sunja 1948. - 1950.